# Jákút esz-Szúri
Gáber Jákút esz-Szúri, arabul: جَابِر يَاقُوت الصُّورِيّ (? – 1987. július 2.) válogatott egyiptomi labdarúgó, hátvéd, olimpikon.

## Pályafutása
Az alexandriai ál-Ittihád labdarúgója volt. Tagja volt az 1928-as amszterdami olimpián negyedik helyezést elért egyiptomi válogatottnak. Részt vett az 1934-es olaszországi világbajnokságon.